# Petőfiszállás vasútállomás
Petőfiszállás vasútállomás egy Bács-Kiskun vármegyei vasútállomás, Petőfiszállás településen, a MÁV üzemeltetésében. A belterület délkeleti szélén helyezkedik el, közúti elérését az 5441-es útból a központban délnek kiágazó 54 304-es számú mellékút biztosítja.

## Vasútvonalak
Az állomást az alábbi vasútvonalak érintik:
- Cegléd–Szeged-vasútvonal

## Kapcsolódó állomások
A vasútállomáshoz az alábbi állomások vannak a legközelebb:
- Selymes megállóhely (Cegléd–Szeged-vasútvonal)
- Petőfiszállási tanyák megállóhely (Cegléd–Szeged-vasútvonal)

## Forgalom
| Járat             | Útvonal | Gyakoriság   |
| ----------------- | --- | ------------ |
| személyvonat      | Kiskunfélegyháza – Selymes – Petőfiszállás – Petőfiszállási tanyák – Csengele | Napi 1-2 pár |
| személyvonat      | Kiskunfélegyháza – Selymes – Petőfiszállás – Petőfiszállási tanyák – Csengele – Kisteleki szőlők – Kistelek – Kapitányság – Balástya – Őszeszék – Vilmaszállás – Szatymaz – Jánosszállás – Kiskundorozsma – Szeged                                                                      | Napi 4-5 pár |
| Napfény InterCity | Budapest-Nyugati – Zugló – Kőbánya-Kispest – Ferihegy (← Üllő) – (Monor →) (← Monorierdő) – (Pilis → Albertirsa →) Cegléd – (Nyársapát →) Nagykőrös – (Katonatelep →) Kecskemét – Városföld – (Kunszállás →) Kiskunfélegyháza (← Selymes ← Petőfiszállás)– Kistelek – Szatymaz – Szeged | Napi 1 pár   |